# نيال مكشيا
نيال مكشيا (بالإنجليزية: Niall McShea)‏ مواليد 1 يناير 1974، هو سائق راليات أيرلندي شمالي. بدأ مسيرته في سنة 1999. كان أول رالي له هو رالي بريطانيا 1999. تسابق في بطولة العالم للراليات.

## روابط خارجية
- نيال مكشيا على موقع Rallye-info.com (الإنجليزية)
- نيال مكشيا على موقع eWRC-results.com (الإنجليزية)